# Uznamska Nagroda Literacka
Uznamska Nagroda Literacka (niem. Usedomer Literaturpreis) – niemiecka nagroda literacka za książkę roku lub całokształt twórczości przyznawana od 2011. 

## Historia
Uznamska Nagroda Literacka przyznawana jest od 2011 roku, nawiązuje do tradycji literackiej związanej z twórczością Maksima Gorkiego, Hansa-Wernera Richtera, Theodora Fontane'a i Thomasa Manna. Została ufundowana wspólnie przez grupę hotelową Seetel i Uznamskie Dni Literatury. Oprócz nagrody w wysokości 5 tys. euro obejmuje miesięczny pobyt twórczy na wyspie Uznam, w luksusowym hotelu Ahlbecker Hof. Uroczystość wręczenia nagrody odbywa się w ostatnim dniu Uznamskich Dni Literatury, które organizowane są od 2009 roku.
Obecnie w składzie jury nagrody znajdują się Olga Tokarczuk, Manfred Osten i Andreas Kossert. 

## Laureaci
- 2011 Radka Denemarková i jej tłumaczka Eva Profousová
- 2012 Olga Tokarczuk
- 2013 Jan Koneffke
- 2014 Jaroslav Rudiš
- 2015 Ulrike Draesner
- 2016 Dörte Hansen
- 2017 Joanna Bator
- 2018 Ilija Trojanow
- 2019 Jenny Erpenbeck
- 2020 Saša Stanišić
- 2021 Georgi Gospodinow
- 2022 Tania Malarczuk
- 2023 Sofi Oksanen
- 2024 Ronya Othmann
- 2025 Szczepan Twardoch